# Donyell Malen
Donyell Malen (* 19. Januar 1999 in Wieringen, Provinz Noord-Holland) ist ein niederländischer Fußballspieler. Er steht in England bei Aston Villa unter Vertrag und ist A-Nationalspieler. In seiner Jugend spielte der gelernte Stürmer unter anderem acht Jahre bei Ajax Amsterdam, bevor er für den FC Arsenal, die PSV Eindhoven und Borussia Dortmund auflief. Während Malen mit der PSV einmal Meister wurde, erreichte er mit Dortmund 2024 das Finale der Champions League.

## Persönliches
Malen, Sohn eines surinamischen Vaters und einer niederländischen Mutter, wurde in Wieringen in der Provinz Noord-Holland geboren. Die Eltern, eine Taxifahrerin und ein Profifußballer, trennten sich, als ihr Sohn zwei Jahre alt war, woraufhin der junge Donyell mit seiner Mutter in das nahe gelegene Dorf Westerland zog. Aufgrund der beruflichen Verpflichtungen der Mutter kümmerten sich häufig deren Eltern um den Jungen und brachten ihm im heimischen Garten auch den Fußballsport näher.

## Karriere

### Verein

#### Jugend in den Niederlanden und in England
Malens Vereinslaufbahn begann mit 5 Jahren in Hippolytushoef, einem Nachbarort Wieringens, bei der VV Succes, anschließend wechselte er ins 40 Kilometer entfernte Hoorn zur HVV Hollandia, deren erste Herrenmannschaft zu dieser Zeit viertklassig spielte. Als Neunjähriger wurde Malen in der renommierten Jugendakademie von Ajax Amsterdam aufgenommen, wo ihn in der U10 der ehemalige Nationalstürmer Dennis Bergkamp trainierte. Mit im 1999er-Jahrgang waren hier unter anderem weitere spätere A-Nationalspieler wie Matthijs de Ligt oder Justin Kluivert vertreten. Nachdem Malen trotz Angeboten von Clubs aus der Premier League sowie Einsätzen für niederländische Nachwuchsnationalmannschaften keine Chance gesehen hatte, auf lange Sicht bei Ajax für die Profis auflaufen zu können, wechselte er nach einem Treffen mit seinem damaligen Berater Mino Raiola und Arsène Wenger, Trainer des FC Arsenal, schließlich als B-Jugendlicher in die Akademie der Londoner. Um in dem fremden Land eine Bezugsperson aus dem näheren Umfeld zu haben, zog die Mutter mit ihrem Sohn nach England. Später gab Frank de Boer, damals Trainer der ersten Mannschaft von Ajax, an, im Verein wäre fest mit dem jungen Donyell geplant worden und in der A-Jugend hätte man auf diesen als Nachfolger für Kasper Dolberg, dem der Sprung in den Herrenfußball gelungen war, gebaut. In Amsterdam war Malen, dessen fußballerisches Vorbild damals der Brasilianer Ronaldinho war, noch als Mittelstürmer eingesetzt worden, der ehemalige französische Welt- und Europameister Thierry Henry, damals Trainer der U23 des FC Arsenal, schulte ihn auch der Flexibilität willen als Flügelstürmer. Der niederländische Verantwortliche für Arsenals Jugendakademie, Andries Jonker, warf dem Neuzugang „ein paar Kilos zu viel“ sowie mangelnde Fitness und Motivationsprobleme vor. In zwei Jahren erzielte Malen für die U18 und die U23 insgesamt 44 Tore und empfahl sich so zur Teilnahme mit der Profimannschaft an der Vorbereitung auf die Saison 2017/18 in Asien und Australien.

#### Profi bei der PSV Eindhoven
Kurz vor Ende der Sommertransferperiode der Saison 2017/18 kehrte Malen trotz des Angebots auf eine Vertragsverlängerung allerdings in die Niederlande zurück, schloss sich der PSV Eindhoven an und erhielt einen zunächst bis Juni 2020 laufenden Vertrag. Mit ihm verließen in Chris Willock, Daniel Crowley, Ismaël Bennacer und Kaylen Hinds auch andere Spieler der Jahrgänge 1997–1999 die Gunners.
Sein erstes Spiel im Profifußball absolvierte er beim 2:1-Sieg der Reservemannschaft in der zweiten niederländischen Liga am 8. September 2017 im Stadtduell mit dem FC Eindhoven. Seine ersten beiden Tore schoss er beim 6:0 gegen Telstar am 24. November 2017. Am 2. April 2018 gelang Malen beim 5:1-Sieg gegen Oss sein erster Hattrick im Herrenbereich. Am 2. Februar 2018 lief er schließlich für die Profimannschaft in der Eredivisie auf, als er beim 4:0 am 21. Spieltag gegen die PEC Zwolle in der 82. Minute für den dreifachen Torschützen Luuk de Jong eingewechselt wurde. Schnell entwickelte sich Malen zu einem festen Bestandteil der Profimannschaft und wurde von Trainer Mark van Bommel als „Edeljoker“ eingesetzt. Im Pokal schied die Profimannschaft der PSV im Viertelfinale gegen Feyenoord Rotterdam aus, in der Liga wurde sie Meister.
Mit der PSV nahm Malen in der Folge an den Play-offs zur UEFA Champions League 2018/19 gegen den belarussischen Vertreter BATE Baryssau teil; in der Gruppenphase schied das Team nach erfolgreicher Qualifikation aber als Letzter aus. Die Hinrunde in der Liga beendeten die Eindhovener als Herbstmeister, im Pokal schied man in der zweiten Runde gegen den Zweitligisten und Nachbarn RKC Waalwijk aus. Dabei setzte Trainer van Bommel Malen als Flügelspieler in sämtlichen 17 Partien ein, wobei er nur einmal von Anfang an spielte; dabei gelangen ihm vier Tore und ebenso viele Torvorlagen. In der Rückrunde blieb die PSV weiterhin Tabellenführer, fiel allerdings nach einem 3:3 am 29. Spieltag gegen Vitesse Arnheim auf den zweiten Platz zurück und wurde am Ende der Saison Vizemeister hinter Ajax Amsterdam. Dabei wurde Malen in den letzten vier Spielen als Mittelstürmer eingesetzt und zahlte das Vertrauen mit vier Scorerpunkten zurück.
Beim 5:0-Heimsieg gegen Vitesse Arnheim am 6. Spieltag der Eredivisie-Saison 2019/20 erzielte der Stürmer alle Treffer für seine Mannschaft. Im Dezember 2019 zog sich Malen eine Knieverletzung zu und fiel für den Rest der Saison aus. Aufgrund der COVID-19-Pandemie wurde die Saison im Frühjahr 2020 abgebrochen, einen Meister sowie Auf- und Absteiger gab es nicht. Als die Saison 2020/21 begann, hatte Malen seine Verletzung auskuriert, wurde zum Stellvertreter des Kapitäns Denzel Dumfries ernannt und erhielt eine Vertragsverlängerung bis Juni 2024. Es folgte die bis dato statistisch beste Spielzeit des erst 20-Jährigen. In 45 Pflichtspielen gelangen dem Angreifer 37 Scorerpunkte, womit er beispielsweise Eran Zahavi (21) oder Cody Gakpo (14) vereinsintern weit hinter sich ließ. Malen war an mehreren wichtigen Treffern für sein Team beteiligt gewesen. So schoss er beide Tore in der Europa-League-Gruppenphase gegen Omonia Nikosia oder bescherte seiner Mannschaft in der Liga Siege bzw. Remis gegen ADO Den Haag, Sparta Rotterdam, Vitesse Arnheim oder Feyenoord.

#### Champions-League-Finale mit Borussia Dortmund

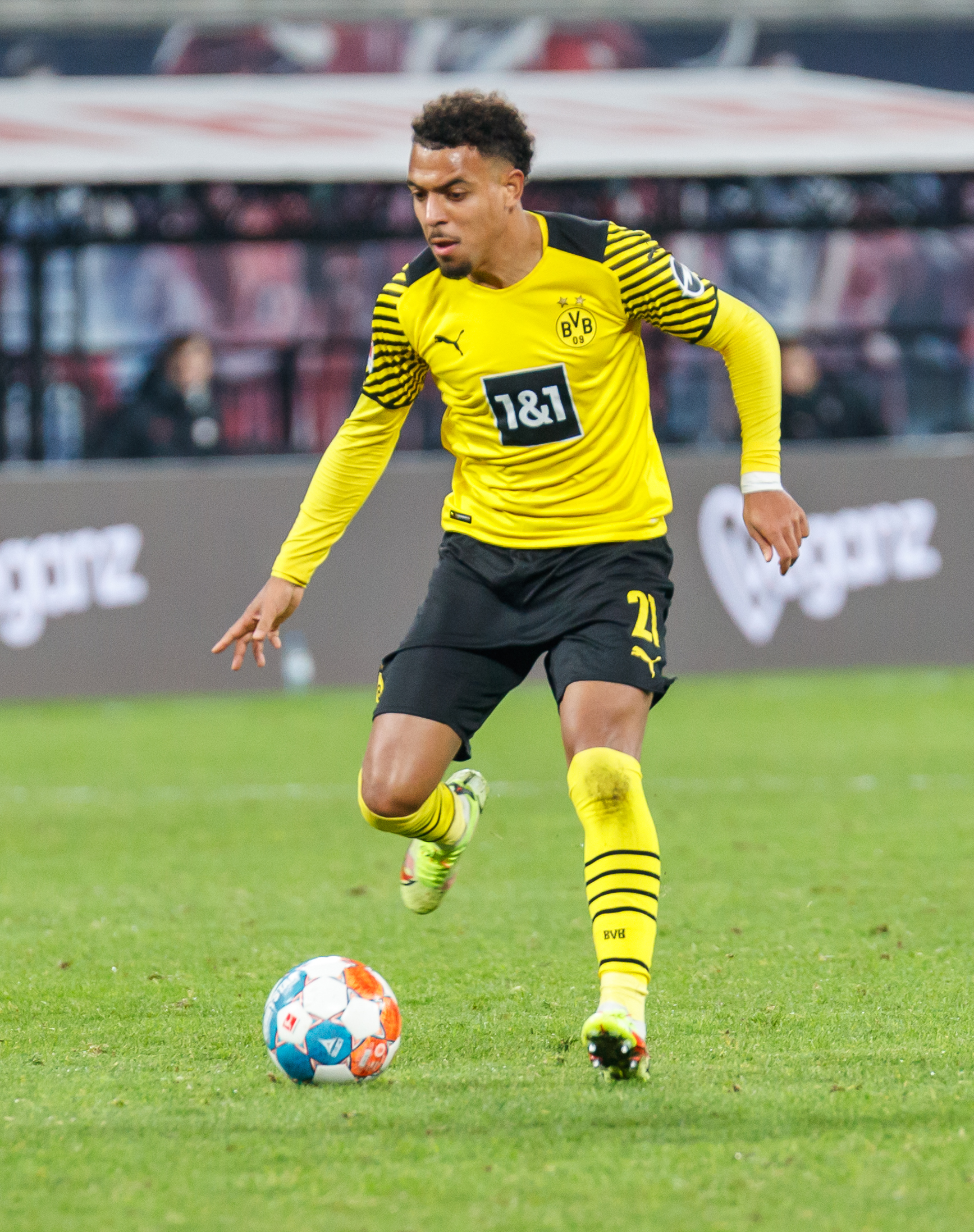
Donyell Malen im Trikot von Borussia Dortmund (2021)

Zur Saison 2021/22 wechselte Malen in die deutsche Bundesliga zu Borussia Dortmund und unterzeichnete einen Vertrag bis Juni 2026. Somit konnte sich der BVB gegen Interessenten wie West Ham sowie Liverpool durchsetzen und reagierte auch auf den Wechsel eines seiner besten Scorer der letzten Jahre, Flügelspieler Jadon Sancho. Der Liganeuling erhielt häufiger Startelfmandate im Sturm oder auf dem linken Flügel, traf aber erstmals im September, als er den 1:0-Endstand im Champions-League-Gruppenspiel gegen Sporting Lissabon erzielte. Im Rückspiel gegen die Portugiesen schoss Malen wieder das einzige Tor, diesmal verlor er mit dem BVB jedoch. Im letzten Spiel gegen Beşiktaş war der Angreifer zum dritten Mal vor dem gegnerischen Tor erfolgreich, das 5:0 reichte den Dortmundern aber nicht, so dass sie anschließend in der Europa League weiterspielen mussten. Gemeinsam mit Erling Haaland war der Niederländer der beste Torschütze des Teams im Wettbewerb. In der Liga gelangen Malen drei Tore und zwei Assists, im teaminternen Gesamtvergleich hatten sowohl Haaland wie auch Kapitän Marco Reus ihm gegenüber deutliche Leistungsvorteile. Vor dem Jahreswechsel äußerte sich Trainer Marco Rose mit den Worten „Wir haben immer schon gesagt, dass wir von dem Jungen überzeugt sind. Wir haben auch gesagt, dass wir noch nicht zufrieden sind mit seiner Performance in Teilbereichen. Uns war auch immer klar, dass er Zeit braucht, um sich zu adaptieren – neues Team, neue Liga. Und das hat er in den letzten Wochen sehr gut hinbekommen.“ durchaus positiv über seinen Spieler. In der Rückserie war der Niederländer beim 3:2 gegen die TSG Hoffenheim an allen drei Treffern per Assist beteiligt, überwiegend spielte er als Mittelstürmer, wenn Haaland verletzungsbedingt ausfiel. Malen selbst konnte aufgrund einer Verletzung seinerseits ab Anfang April 2022 nicht mehr für den BVB aktiv sein.
In der Hinserie der Folgesaison setzte der auf die Trainerbank zurückgekehrte Edin Terzić den Angreifer regelmäßig auf der linken Seite ein. Dieser wurde jedoch durch einen Muskelfaserriss kurz nach Saisonbeginn für einen Monat außer Gefecht gesetzt, woraufhin die erste Saisonhälfte für ihn schleppend verlief und er kaum an Toren beteiligt war. Nach der Versetzung auf den rechten Flügel wurde Malen in der Saisonendphase zu einem der offensiven Schlüsselspieler für die Dortmunder. Zwischen dem 24. und dem finalen Spieltag erzielte er acht Tore und assistierte fünfmal seinen Mitspielern. Nachdem der Niederländer mit seiner Mannschaft zwischenzeitlich dreimal die Tabellenspitze erklommen hatte, ging er mit ihr auch als Erster ins letzte Saisonspiel. Gegen Mainz 05 erreichte Borussia Dortmund jedoch nur ein 2:2 und wurde letztendlich aufgrund der schlechteren Tordifferenz gegenüber dem FC Bayern München erneut Vizemeister. Vor Bayern Münchens Kingsley Coman sowie seinem Teamkollegen Karim Adeyemi wurde Malen im Sommer 2023 aufgrund seiner Leistungen vom kicker zum besten offensiven Flügelspieler der Bundesliga gekürt.
Malen blieb auch in der Spielzeit 2023/24 wichtig für die Borussia. Das erste Ligaspiel der neuen Saison entschied er für sein Team, einen Spieltag später schoss er den 1:1-Endstand im „kleinen Revierderby“ beim VfL Bochum. Es folgten beispielsweise drei direkte Torbeteiligungen in der 1. Runde des DFB-Pokals, zwei „Doppelpacks“ in der Bundesligarückserie oder das wichtige 1:1 im Aufeinandertreffen mit seinem alten Verein PSV Eindhoven im Champions-League-Achtelfinalhinspiel. Das Portal Spox.com machte Veränderungen im Spielstil des Niederländers aus, die sich darin äußerten, dass dieser nun beispielsweise besser im Spiel gegen den Ball geworden war und auch effektiver seine Mitspieler einband. Kleinere Verletzungen verhinderten das Mitwirken des Niederländers am Champions-League-Viertel- sowie Halbfinale, im mit 0:2 gegen Real Madrid verlorengegangenen Endspiel des Turniers kam er dagegen in der Schlussphase aufs Feld. 
In der Folgesaison pendelte Malen zwischen der Startelf und der Ersatzbank. Bis zur Winterpause gelangen ihm hierbei fünf Tore und ein Assist, wobei lediglich der 1:0-Endstand gegen Sturm Graz in der Ligaphase der reformierten Champions League hervorzuheben wäre.

#### Wechsel zu Aston Villa
Mitte Januar 2025 wechselte Malen in die englische Premier League zu Aston Villa.

### Nationalmannschaft

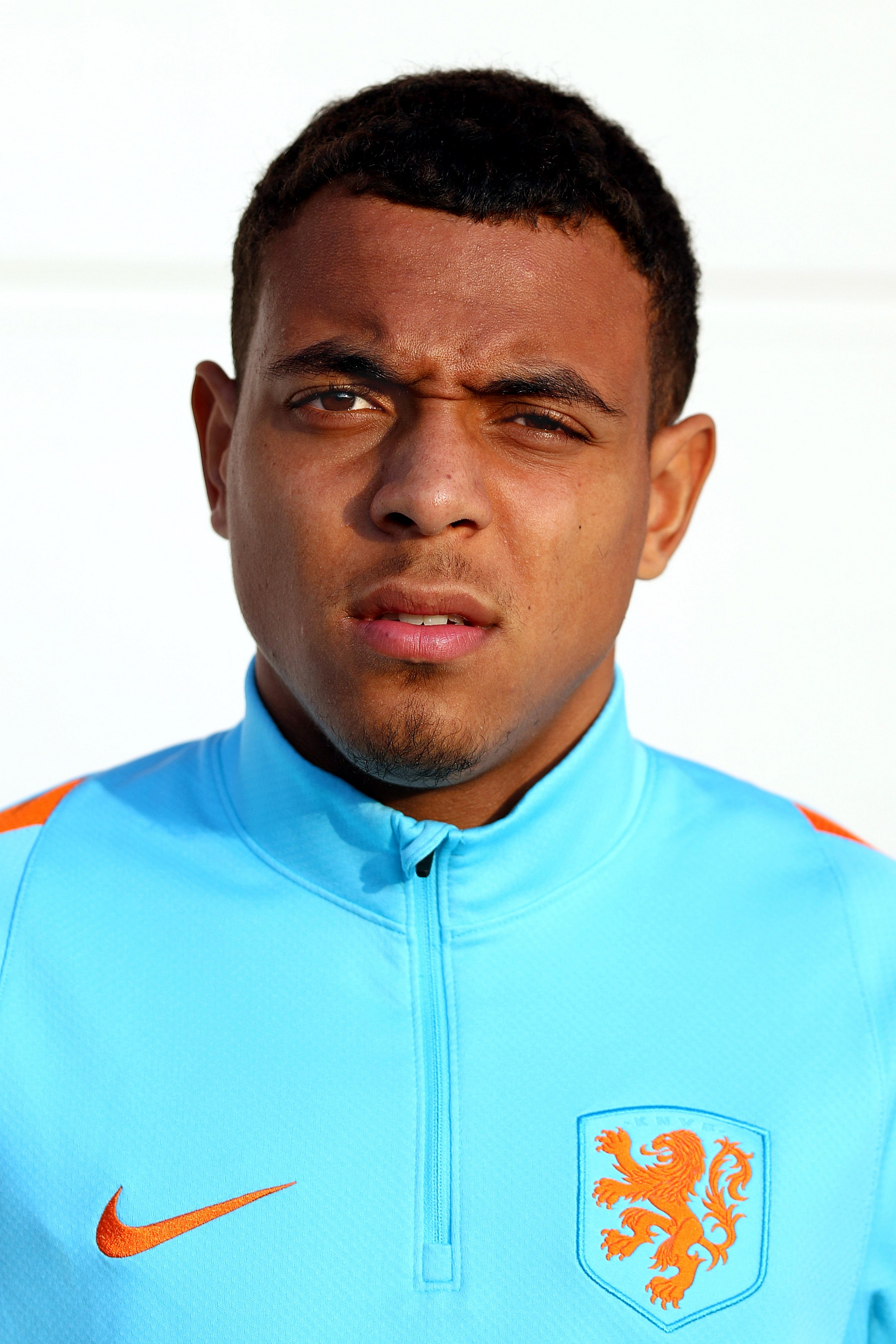
Malen als U18-Nationalspieler (2017)

Malen spielte für die niederländische U15-Nationalmannschaft, fünfmal für die U16-Auswahl und nahm mit der U17 an der Europameisterschaft 2015 in Bulgarien teil. Dort kam er in allen drei Gruppenspielen zum Einsatz; die U17-Nationalelf schied nach der Gruppenphase aus. Ein Jahr später nahm Malen an der U17-EM in Aserbaidschan teil und erreichte mit der Mannschaft das Finale, in dem man gegen Portugal verlor. Insgesamt kam Malen zu 20 Einsätzen und markierte einen Treffer. Danach spielte er in sieben Partien für die U18-Nationalelf und in elf für die U19 (zehn Tore).
Am 6. September 2018 wurde er beim torlosen Unentschieden in Norwich gegen England erstmals für die niederländische U21-Nationalmannschaft eingesetzt. Jong Oranje, wie die niederländische U21 genannt wird, verpasste die Qualifikation für die U21-Europameisterschaft 2019, qualifizierte sich allerdings für die EM-Endrunde 2021, bei der Malen aber nicht Teil des Teams war. Bereits am 31. Mai 2019, als er beim 5:1-Sieg im Testspiel in Doetinchem gegen Mexiko einen Doppelpack erzielte, kam er zum 8. und letzten Mal für die U21 von „Oranje“ zum Einsatz, da er wegen seiner Verpflichtungen für die A-Nationalmannschaft ab September 2019 nicht mehr für die U21-Nationalelf nominiert werden konnte.
Ende August 2019 wurde der Angreifer von Bondscoach Ronald Koeman im Rahmen der EM-Qualifikationsspiele gegen Deutschland und Estland in die A-Nationalmannschaft berufen. Am 6. September 2019 wurde er beim 4:2-Sieg im Hamburger Volksparkstadion gegen Deutschland in der 58. Minute für Marten de Roon eingewechselt und erzielte mit dem Treffer zur 3:2-Führung sein erstes Tor. In drei weiteren Spielen der Qualifikationsserie wurde Malen ebenfalls eingesetzt und traf einmal; als Gruppenzweiter gelang Oranje hinter Nachbar Deutschland der Einzug in die Endrunde. Bei dieser setzte Koemans Nachfolger Frank de Boer den jungen Stürmer, der zwei Torvorlagen leistete, dreimal von Beginn an neben Memphis Depay oder Wout Weghorst ein, im Achtelfinale schied die Mannschaft gegen Tschechien aus. Bei der Weltmeisterschaft 2022 in Katar gehörte Malen nicht zum niederländischen Kader, nachdem er in der Qualifikation, in der die Mannschaft nur ein Spiel verlor, zwei Tore schoss.
Bei der Europameisterschaft 2024 in Deutschland kam er in den Gruppenspielen gegen Polen und Österreich zum Einsatz, machte jedoch gegen die Österreicher ein Eigentor. Im Achtelfinale schoss er die Niederlande mit zwei Toren gegen Rumänien ins Viertelfinale. Im Viertelfinale gegen die Türkei kam er nicht zum Einsatz. Beim Halbfinalspiel gegen England war er in der Startelf, wurde jedoch in der Halbzeit ausgewechselt. Die Elftal schied nach einem 2:1-Sieg für England aus.

## Spielweise
Im Anschluss an die Saison 2020/21 lobte das Portal Goal.com Malens Beidfüßigkeit, seine Fähigkeiten im Dribbling und seine Kopfballstärke. Einer Dribblingquote von über 60 % standen Goal.com zufolge Schwächen in der Verwertung von Großchancen (ligainterner vorletzter Platz in dieser Kategorie) und eine Anzahl durchschnittlicher Ballaktionen pro Partie, die nur unwesentlich geringer war als beispielsweise die des sechsmaligen Bundesligatorschützenkönigs Robert Lewandowski, gegenüber.

## Erfolge und Auszeichnungen
PSV Eindhoven
- Niederländischer Meister: 2018

Persönliche Auszeichnungen
- Spieler des Monats der Fußball-Bundesliga: April 2023